# Centrum Techniki i Rozwoju Regionu „Muzeum Nowoczesności” w Olsztynie
Centrum Techniki i Rozwoju Regionu „Muzeum Nowoczesności” w Olsztynie – placówka muzealno-edukacyjna działająca w ramach Miejskiego Ośrodka Kultury w Olsztynie, prezentująca zdobycze techniczne i cywilizacyjne Warmii i Mazur w XIX w. i pierwszej połowie XX wieku. 

## Historia powstania
Placówka mieści się w zabytkowym tartaku Raphaelsohnów, jedynym zachowanym relikcie niegdysiejszej dzielnicy przemysłowej Olsztyna w zakolu rzeki Łyny. Tartak został wybudowany ok. 1884 roku przez Louisa Raphaelsohna, po czym prowadzony był wspólnie przez braci Raphaelsohnów. Sprzedano go miastu w 1929 roku. Wtedy zakończył on swoją działalność produkcyjną. Po II wojnie światowej tartak Raphaelsohnów nadal pozostawał w rękach miejskich przedsiębiorstw a jego wnętrza przebudowano, dostosowując do nowych funkcji (magazyny, warsztaty, pomieszczenia socjalne). Chylący się ku ruinie, obiekt został uratowany dzięki interwencji lokalnych społeczników. 
W 2010 roku budynek przekazano Miejskiemu Ośrodkowi Kultury w Olsztynie. W trakcie trwającej w latach 2012-2013 rewitalizacji, obiektowi przywrócono pierwotny układ wnętrz, wyeksponowano zachowane relikty przemysłowej przeszłości budynku oraz postawiono komin, translokowany z nieczynnej cegielni spod miejscowości Rozogi Otwarcie Muzeum Nowoczesności nastąpiło 14 października 2014 roku. Projekt został dofinansowany z Europejskiego Funduszu Rozwoju Regionalnego w ramach Regionalnego Programu Operacyjnego Warmia i Mazury na lata 2007-2013.

## Zbiory i wystawy muzealne
Wystawy Muzeum Nowoczesności obejmują różne zagadnienia dotyczące rozwoju cywilizacyjnego i technicznego regionu, takie jak: wynalazki XIX wieku, postaci lokalnych laureatów Nagrody Nobla, tematy związane z budownictwem, podróżowaniem, transportem, komunikacją, ale również rozrywkami i życiem codziennym mieszkańców dawnego regionu. Wśród eksponatów Muzeum można wymienić: kabinę najstarszej windy z Olsztyna, żeton tramwajowy urzędników olsztyńskiego magistratu oraz taran wodny, wydobyty niedaleko Sępopola. Kolekcję uzupełniają modele, w tym model pierwszego olsztyńskiego tramwaju, oraz animacje i prezentacje multimedialne. Unikalna jest także prezentowana w Muzeum Nowoczesności ikonografia: dotąd nieopublikowane fotografie zakola Łyny, kolekcja portretów olsztynian sprzed 100 lat, fotografie lokali i prywatnych mieszkań w technice 3D czy plany rozbudowy Kanału Elbląskiego z 1925 roku.
W tartaku Raphaelsohnów MOK organizowane są ponadto rozmaite działania edukacyjno-animacyjne, w tym otwarte spotkania poświęcone regionowi. Przy Muzeum działa Stowarzyszenie Przyjaciół Muzeum Nowoczesności „Tartak”.